# Sint-Jan-de-Doperkerk (Schiedam)
De Sint Johannes de Doperkerk was een rooms-katholieke parochiekerk in Schiedam. De kerk is beter bekend als de Havenkerk.
De Havenkerk werd in neoclassicistische stijl ontworpen door de Haagse architect Adrianus Tollus. Het is een driebeukige hallenkerk. De bouw startte in 1822 en in 1824 werd de kerk ingewijd. De voorgevel is in de dorische orde, met een hoog portiek dat wordt ondersteund door vier zuilen. Op het dak staat een houten toren. De zuilen en arcaden in de kerk zijn in de ionische orde. De Havenkerk beschikt over een orgel van Pieter Maarschalkerweerd uit 1875.
De kerk werd in 1967 voor de rooms-katholieke eredienst gesloten. De parochie verhuisde naar een nieuw kerkgebouw in de wijk Nieuwland, dat in 2000 is afgebroken. Tussen 1976 en 2008 was de Havenkerk in gebruik bij de Stichting Johan Maasbach Wereldzending. In 2008 waren er plannen voor verkoop aan een projectontwikkelaar, die er een hotel en restaurant in wil vestigen. De kerk is in 2010 door de Stichting tot Restauratie en Instandhouding van de kerk aan de Lange Haven gekocht van de Johan Maasbach Wereldzending. In 2011/2012 is de kerk gerestaureerd, met name met betrekking tot het exterieur. Voor de kerk wordt een passende bestemming gezocht.
De Havenkerk is een rijksmonument.

## Afbeeldingen

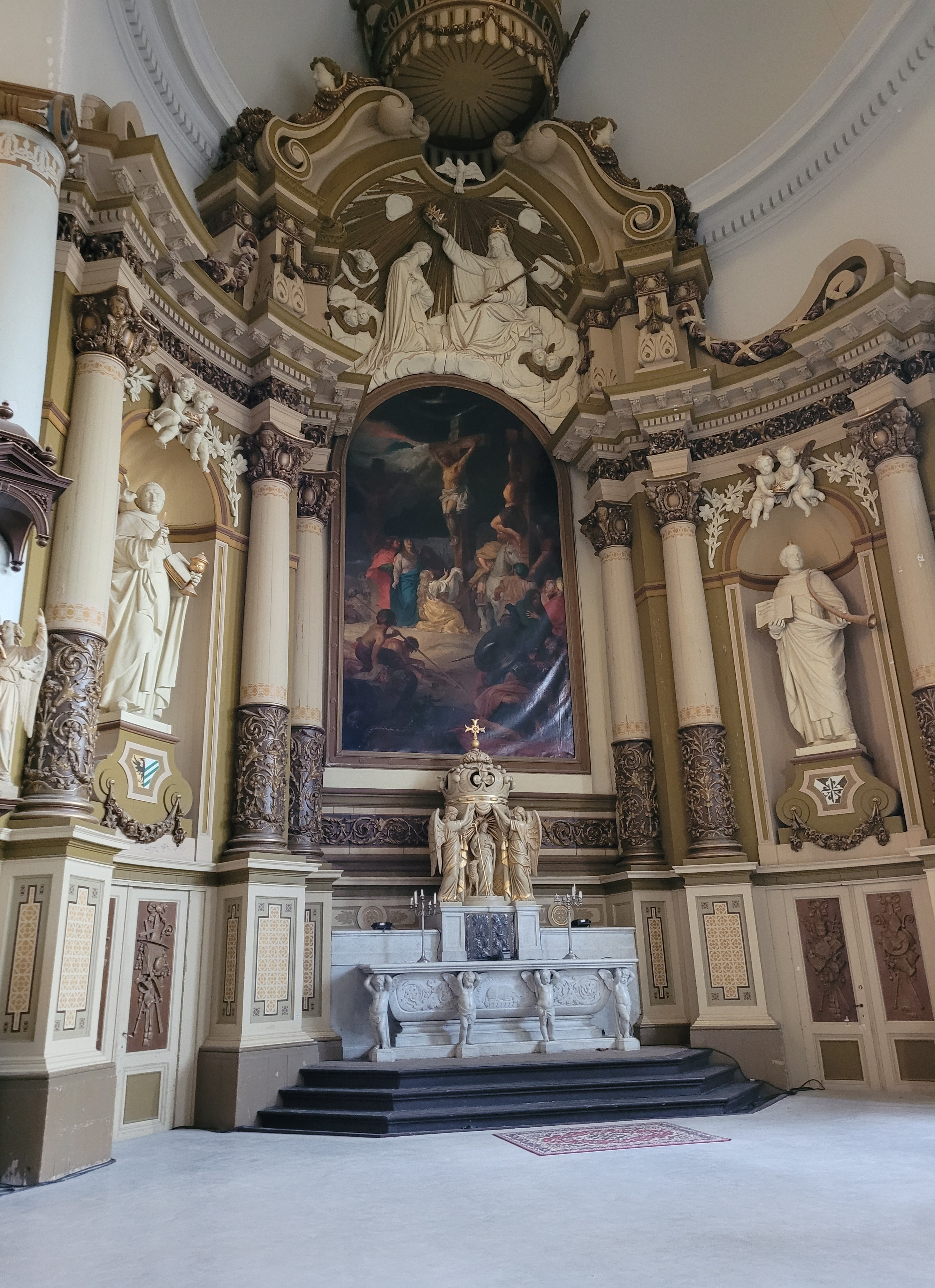
Hoofdaltaar
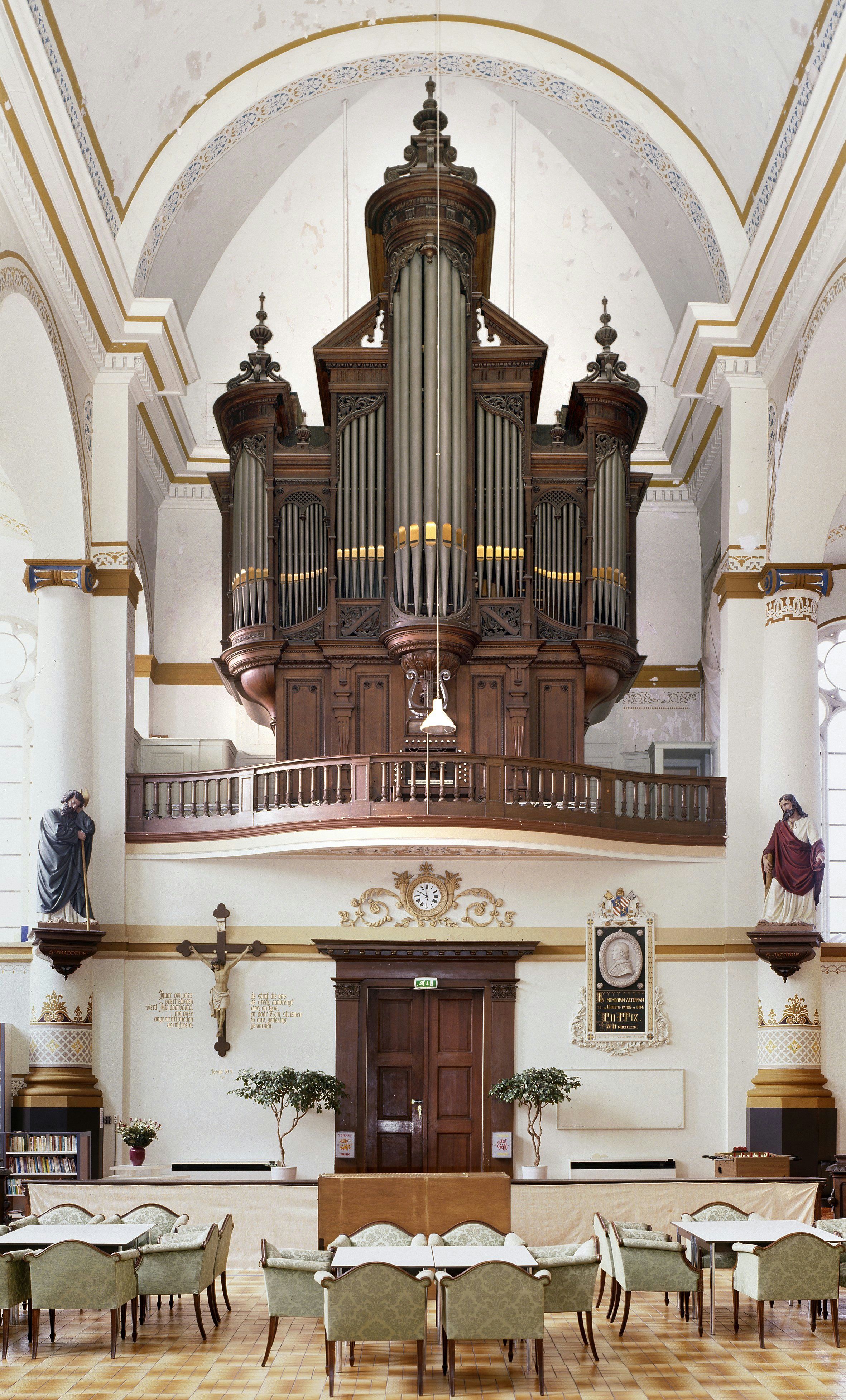
Het orgel (Bron: RCE)
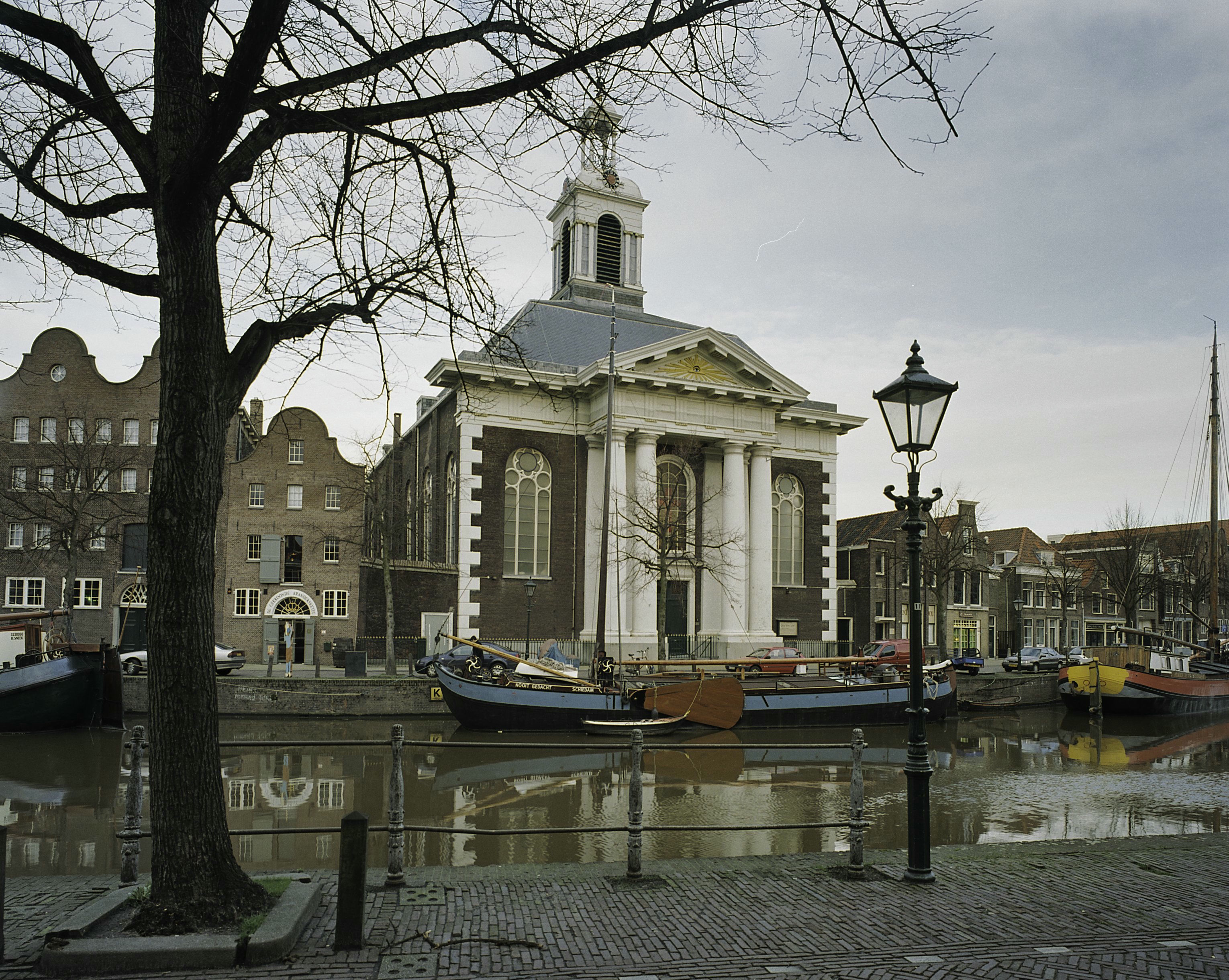
De voorgevel met het zuilenportiek (Bron: RCE)